# Barokní sýpka (Prostřední Lhota)
Barokní sýpka, která se nachází ve Prostřední Lhotě, části obce Chotilsko v okrese Příbram ve Středočeském kraji, je pro svou kulturní a historickou hodnotu zapsaná v Ústředním seznamu nemovitých kulturních památek České republiky. Od roku 2004 je tato budova sídlem jedné z poboček Hornického muzea v Příbrami. Muzejní expozice v Prostřední Lhotě je věnována životu venkovského obyvatelstva středního Povltaví.

## Historie
Prostřední Lhotu a sousední Zábornou Lhotu založil ve 14. století Kucman z Hohenstollenu, měšťan z Nového Knína, který zbohatl na těžbě zlata ve zdejším regionu. Prostřední Lhota se nachází na severním okraji zlatorudního revíru Psí hory, který se rozkládá na levém břehu Vltavy v prostoru mezi vesnicemi Smilovice, Čelina a Mokrsko. V roce 1669 odkoupil rytířský řád Křižovníků s červenou hvězdou od Petra Vratislava z Mitrovic panství Starý Knín, jehož součástí byla i ves Prostřední Lhota. Čtyřpodlažní objekt špýcharu byl vybudován v roce 1770 jako součást zdejšího hospodářského statku řádu Křižovníků s červenou hvězdou. 
V druhé polovině 20. století bývalý křižovnický špýchar využívalo jako skladiště Hospodářské družstvo skladištní a výrobní z Dobříše. Na počátku 21. století byla díky podpoře obce Chotilsko historicky cenná barokní sýpka rekonstruována a 2. července 2004 zde bylo otevřeno Muzeum života venkovského obyvatelstva středního Povltaví.

## Popis
Monumentální budova barokní sýpky se nachází na jižním okraji Prostřední Lhoty v místech, kde ze silnice č. 102 odbočuje místní komunikace směrem na západ do Libčic.

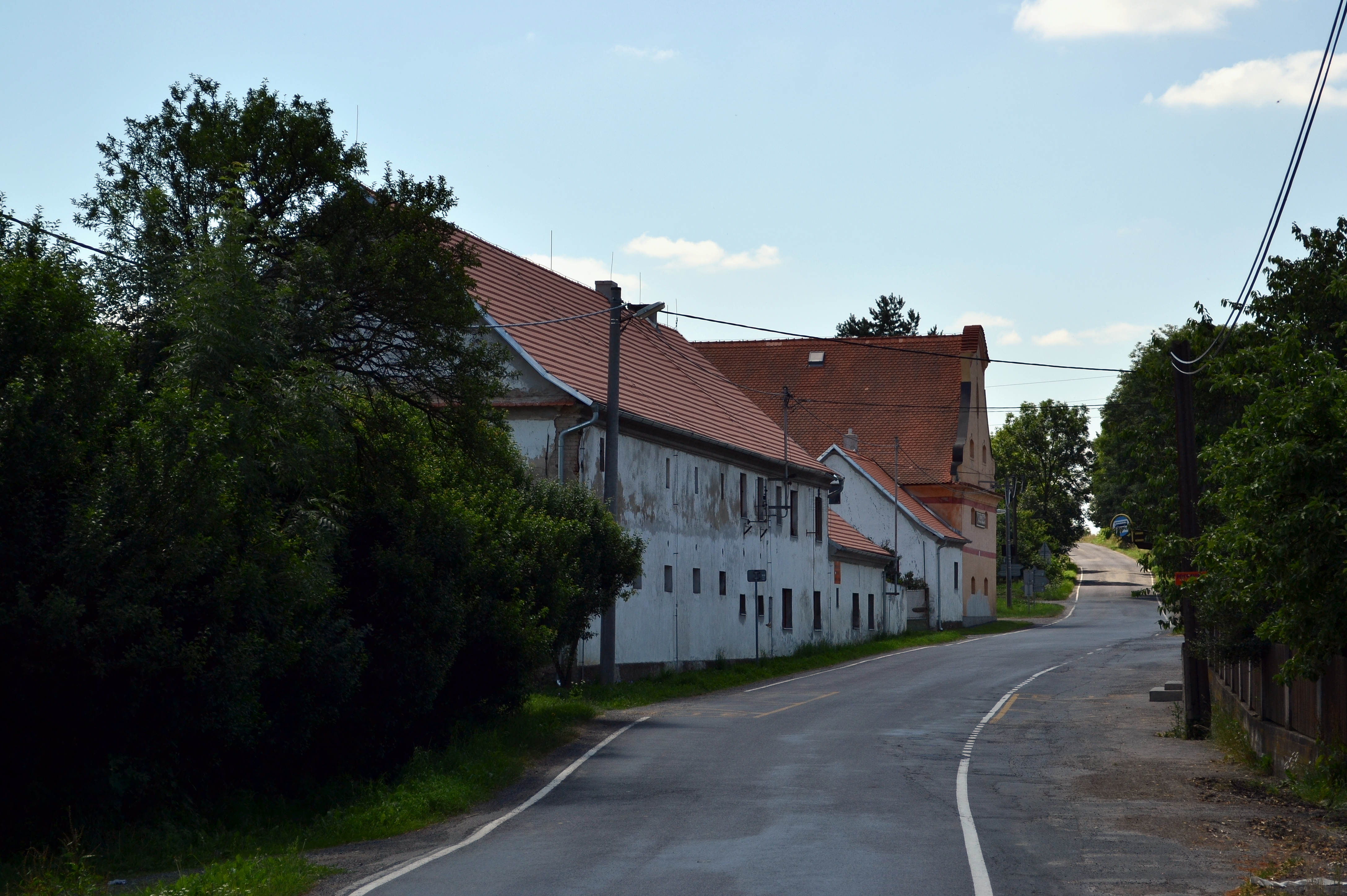
Západní strana hospodářského dvora u silnice z Chotilska do Mokrska

Čtyřpodlažní budova se zaoblenými nárožími a sedlovou střechou má dva štíty, hlavní, západní štít je obrácený směrem k silnici. Západní štít je z boku prohnutě volutový, vodorovně členěný ozdobnými římsami a zakončený zvonovitě formovanou vrcholovou částí. Uprostřed horní části štítu je obdélná kartuše s křižovnickou hvězdou a letopočtem 1770. Budova špýcharu ohraničuje z jihu areál někdejšího hospodářského dvora. Jižní i severní podélné strany budovy mají pět okenních os. Na východní průčelí navazovala stodola se sedlovou střechou, u severozápadního roku sýpky je menší přístavek.
Sýpka je převážně vystavěna z lomového kamene, jen místy je zdivo doplněné cihlami, střecha je kryta pálenými taškami. Původně byla uprostřed hřebene střechy malá dřevěná větrací věžička, která však byla v průběhu rekonstrukce odstraněna. Interiér špýcharu je rozdělen do tří pater a podkroví, všechna podlaží mají trámové stropy s prkenným záklopem, podlahy jsou prkenné. Jednotlivá podlaží jsou propojena příkrými dřevěnými schodišti.